# Savona Foot-Ball Club 1922-1923
Questa pagina raccoglie i dati riguardanti il Savona Foot-Ball Club nelle competizioni ufficiali della stagione 1922-1923.

## Rosa
| N. |                   | Ruolo | Calciatore         |
| -- | ----------------- | ----- | ------------------ |
|    | Italia (bandiera) | C     | Angelo Aonzo       |
|    | Italia (bandiera) | P     | Mario Beltrame     |
|    | Italia (bandiera) | A     | Ernesto Bragantini |
|    | Italia (bandiera) | A     | Vincenzo Chiabotto |
|    | Italia (bandiera) | D     | Mario Ciarlo       |
|    | Italia (bandiera) | A     | Colombo            |
|    | Italia (bandiera) | C     | Guglielmo Decaroli |
|    | Italia (bandiera) | A     | Dante De Franco    |
|    | Italia (bandiera) | C     | Armando Esposto    |
|    | Italia (bandiera) | P     | Lorenzo Falco      |
|    | Italia (bandiera) |       | Ferraris           |
|    | Italia (bandiera) |       | Fontana            |
|    | Italia (bandiera) | A     | Giovanni Gaia      |

| N. |                    | Ruolo | Calciatore      |
| -- | ------------------ | ----- | --------------- |
|    | Italia (bandiera)  | D     | Gerola          |
|    | Italia (bandiera)  | D     | Ghigliano       |
|    | Austria (bandiera) | A     | Josef Hibly     |
|    | Austria (bandiera) |       | Mühlsteiger     |
|    | Italia (bandiera)  | D     | Novarese        |
|    | Italia (bandiera)  | A     | Stefano Oxilia  |
|    | Italia (bandiera)  | C     | Perlo           |
|    | Italia (bandiera)  | A     | Rinaldo Roggero |
|    | Italia (bandiera)  | D     | Nicolò Saettone |
|    | Italia (bandiera)  | D     | Mario Spreafico |
|    | Italia (bandiera)  | A     | Carlo Testa     |
|    | Italia (bandiera)  | C     | Oscar Veglia    |
|    | Italia (bandiera)  |       | Vigo            |

## Risultati

### Prima Divisione

#### Girone C

##### Girone di andata
| Arbitro: | Piazza (Milano) |

|                               |           |  |
| Milano 52’, 54’ Mattuteia 57’ | Marcatori |  |

| Arbitro: | Gera (Torino) |

|  |           |                |
|  | Marcatori | 85’ Vassarotti |

| Arbitro: | Bertazzoni (Modena) |

|                                              |           |           |
| Bonino III 48’ Moscardini 61’ Bonino III 78’ | Marcatori | 3’ Veglia |

| Arbitro: | Varetto (Torino) |

|  |           |                |
|  | Marcatori | 30’ Banchero I |

| Arbitro: | Alfieri (Bologna) |

|                  |           |             |
| Magnozzi 2’, 32’ | Marcatori | 24’ Esposto |

| Arbitro: | Crivelli jr. (Milano) |

|                             |           |  |
| Chiabotto 41’, 50’ Gaia 54’ | Marcatori |  |

| Arbitro: | Armano (Torino) |

|  |           |                                                                         |
|  | Marcatori | 10’ Bollani 30’ (rig.) Torriani 55’ Bagnasco II 65’ Cusano 75’ Gavoglio |

| Arbitro: | Scamoni (Torino) |

|  |           |                                                                  |
|  | Marcatori | 3’, 67’ Giuliani 53’, 70’, 80’ Furia 69’Pasolini 76’ (aut.) Gaia |

| Arbitro: | Pasquinelli (Bologna) |

|                               |           |             |
| Monti II 10’, 32’ Pastore 49’ | Marcatori | 74’ Roggero |

| Savona 14 gennaio 1923 10ª giornata | Savona          | 0 – 0 | Novese | campo di via Frugoni\| Arbitro: \| Trezzi (Milano) \| |
| Arbitro:                            | Trezzi (Milano) |       |        |                                                       |

| Arbitro: | Sanguineti (Genova) |

|            |           |                 |
| Veglia 15’ | Marcatori | 18’ Pasqualetto |

##### Girone di ritorno
| Arbitro: | Venegoni (Legnano) |

|                       |           |                                 |
| Hibly 39’ Esposto 44’ | Marcatori | 86’ Mattuteia 88’ (aut.) Ciarlo |

| Arbitro: | Bistoletti (Milano) |

|              |           |  |
| Bay 49’, 77’ | Marcatori |  |

| Arbitro: | Zennaro (Genova) |

|             |           |                |
| Esposto 17’ | Marcatori | 35’ Del Debbio |

| Arbitro: | Armano (Torino) |

|                          |           |  |
| Bay I 39’ Banchero I 76’ | Marcatori |  |

| Arbitro: | Grossi (Milano) |

|               |           |  |
| Chiabotto 80’ | Marcatori |  |

| Arbitro: | Katz (Parma) |

|             |           |  |
| Trovati 67’ | Marcatori |  |

| Arbitro: | Panzeri (Milano) |

|                                                                   |           |  |
| Cusano 15’ Bagnasco II 41’, 60’ Pollastro 62’ Cornazzani 67’, 76’ | Marcatori |  |

| Arbitro: | A.Gama (Milano) |

|               |           |  |
| Borghetti 73’ | Marcatori |  |

| Arbitro: | Dossi (Genova) |

|  |           |                          |
|  | Marcatori | 43’ Pastore 64’ Fagiuoli |

| Arbitro: | Vota (Torino) |

|             |           |                           |
| Masetti 46’ | Marcatori | 27’ Roggero 34’ Chiabotto |

| Arbitro: | Simonini (Novara) |

|                              |           |          |
| Olivieri II 21’ Verga II 78’ | Marcatori | 65’ Gaia |

## Statistiche

### Statistiche di squadra
| Competizione    | Punti | In casa | In casa | In casa | In casa | In casa | In casa | In trasferta | In trasferta | In trasferta | In trasferta | In trasferta | In trasferta | Totale | Totale | Totale | Totale | Totale | Totale | DR  |
| Competizione    | Punti | G       | V       | N       | P       | Gf      | Gs      | G            | V            | N            | P            | Gf           | Gs           | G      | V      | N      | P      | Gf     | Gs     | DR  |
| --------------- | ----- | ------- | ------- | ------- | ------- | ------- | ------- | ------------ | ------------ | ------------ | ------------ | ------------ | ------------ | ------ | ------ | ------ | ------ | ------ | ------ | --- |
| Prima Divisione | 10    | 11      | 2       | 4       | 5       | 8       | 20      | 11           | 1            | 0            | 10           | 6            | 26           | 22     | 3      | 4      | 15     | 14     | 46     | -32 |

### Statistiche dei giocatori
| Giocatore     | Prima Divisione | Prima Divisione |
| Giocatore     | Presenze        | Reti            |
| ------------- | --------------- | --------------- |
| A. Aonzo      | 1               | 0               |
| M. Beltrame   | 2               | -5              |
| E. Bragantini | 2               | 0               |
| V. Chiabotto  | 16              | 4               |
| M. Ciarlo     | 15              | 0               |
| Colombo       | 4               | 0               |
| G. Decaroli   | 10              | 0               |
| D. De Franco  | 3               | 0               |
| A. Esposto    | 17              | 3               |
| L. Falco      | 19              | -33             |
| P. Ferraris   | 6               | 0               |
| A. Fontana    | 2               | -8              |
| G. Gaia       | 18              | 2               |
| Gerola        | 1               | 0               |
| Ghigliano     | 5               | 0               |
| J. Hibly      | 18              | 1               |
| Muhlsteiger   | 2               | 0               |
| Novarese      | 11              | 0               |
| S. Oxilia     | 6               | 0               |
| Perlo         | 20              | 0               |
| R. Roggero    | 17              | 2               |
| N. Saettone   | 9               | 0               |
| M. Spreafico  | 4               | 0               |
| C. Testa      | 9               | 0               |
| O. Veglia     | 22              | 2               |
| Vigo          | 3               | 0               |

All'epoca non esistevano i cartellini gialli e rossi (introdotti molto dopo), ma solo ammonizioni verbali ed espulsioni effettive. Sulle cronache sportive dell'epoca sono evidenziate solo le espulsioni, mentre le ammonizioni solenni risultano sui comunicati ufficiali della Lega Nord.